# Slugs, muerte viscosa
Slugs, muerte viscosa és una pel·lícula hispano-estatunidenca dirigida per Joan Piquer i Simón. Basat en la novel·la Slugs de Shaun Hutson, un best seller internacional, i produïda per Francesca De Laurentiis (filla de Dino De Laurentiis) i Silvana Mangano, qui apareixia breument en la seqüència del restaurant).

## Argument
Quan una ciutat rural es converteix en presa d'una soca de llimacs negres generada per l'eliminació de residus tòxics, correspon a l'inspector local de salut detenir-los. La gent mor misteriosament i desordenadament, i només un treballador sanitari anomenat Mike Brady té una possible solució, però les autoritats ridiculitzen la seva teoria sobre els llimacs assassins. Només quan el recompte de casos augmenta i un expert en llimacs comença a investigar a la ciutat, comencen a pensar que la teoria de Brady pot ser real.

## Repartiment
- Michael Garfield - Mike Brady
- Kim Terry - Kim Brady
- Philip MacHale - Don Palmer
- Alicia Moro - Maureen Watson
- Santiago Álvarez - Foley
- Concha Cuetos - Maria
- Frank Braña - Frank Phillips
- Patty Shepard - Sue Channing

## Premis
Basilio Cortijo, Carlo Di Marchis y Gonzalo Gonzalo van guanyar el Goya als millors efectes especials en 1988.